# Lipsko (Polsko)
Lipsko je město v Polsku v Mazovském vojvodství ve stejnojmenném okrese. Je sídlem městsko-vesnické gminy. Nachází se na řece Krępiance, historicky leží v Malopolsku, v radomském etnografickém regionu. V roce 2024 zde žilo 4 914 obyvatel.. Erbem Lipska je šlechtický erb Dębno, který používali jeho bývalí majitelé.
Město leží v jižní části Mazovského vojvodství, historicky patří do Malopolska. Ve druhé polovině 16. století se nacházelo v radomském okrese spadajícím pod sandoměřské vojvodství, v letech 1975–1998 město administrativně spadalo do radomského vojvodství a před rokem 1975 do vojvodství kieleckého.

## Historie
Soukromé šlechtické město bylo založeno v roce 1589 – z dubna 1589 jsou o něm první zmínky jako o majetku rodu Krępských, poté bylo majetkem Wolských a Gostomských. Později patřilo radomskému kastelánovi Mikołajovi Oleśnickému, který zde nechal vystavět kostel a postaral se o udělení městských práv (v roce 1613) a město se dále rozvíjelo díky svému umístění na „hovězí trase“ z Rusi do Velkopolska a Slezska. V roce 1614 král Zygmunt III Waza potvrdil městské právo, začala stavba kostela sv. Trojice financovaná Mikołajem Oleśnickým.
V 18. století Lipsko od rodiny Oleśnických koupili Denhoffové, poté Sanguszkové a Kochanowští. V roce 1775 král Stanisław August Poniatowski udělil městu právo organizování trhů v sobotu a deset jarmarků ročně. V roce 1860 žilo 96 obyvatel ze zemědělských prací, 34 z řemeslné výroby; město pomalu upadalo a v roce 1869 mu byla odebrána městská práva.
8. září 1939 nacisté v synagoze upálili 60 místních Židů.
1. ledna 1956 došlo k vytvoření lipského okresu, 1. ledna 1958 město znovu získalo městská práva.
V roce 1963 byl v Lipsku založen závod na zpracování ovoce a zeleniny Hortex, v roce 1975 byl založen mlékárenský závod a závod na výrobu automobilových dílů FSC ve Starachowicích.

1. ledna 1999 se Lipsko opět stalo hlavním městem okresu.

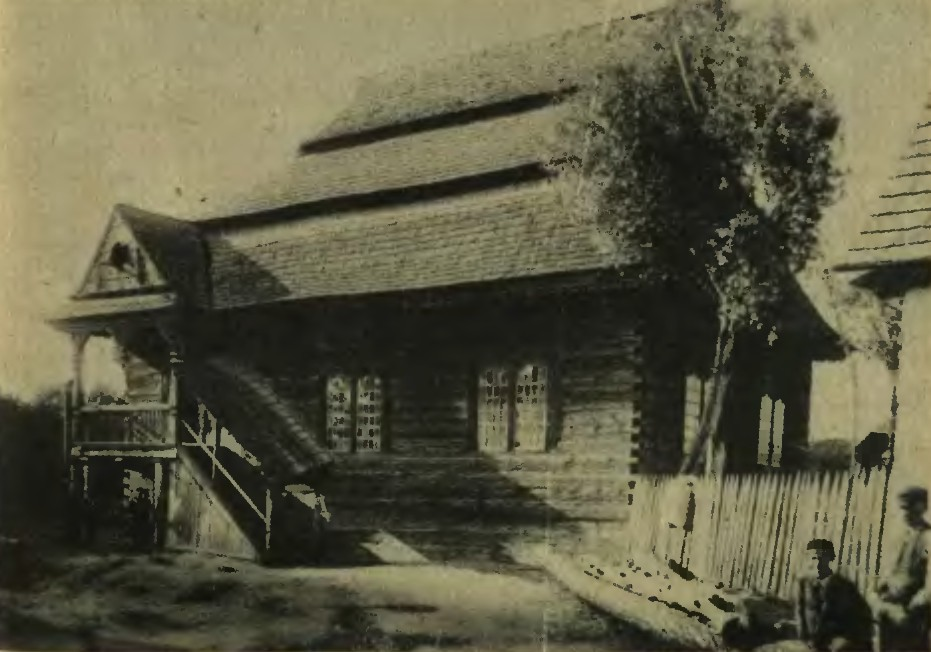
Synagoga v Lipsku, zničená Němci 8. září 1939

## Sport
Ve městě působí sportovní klub Powiślanka Lipsko.